# Stanisław Brukalski

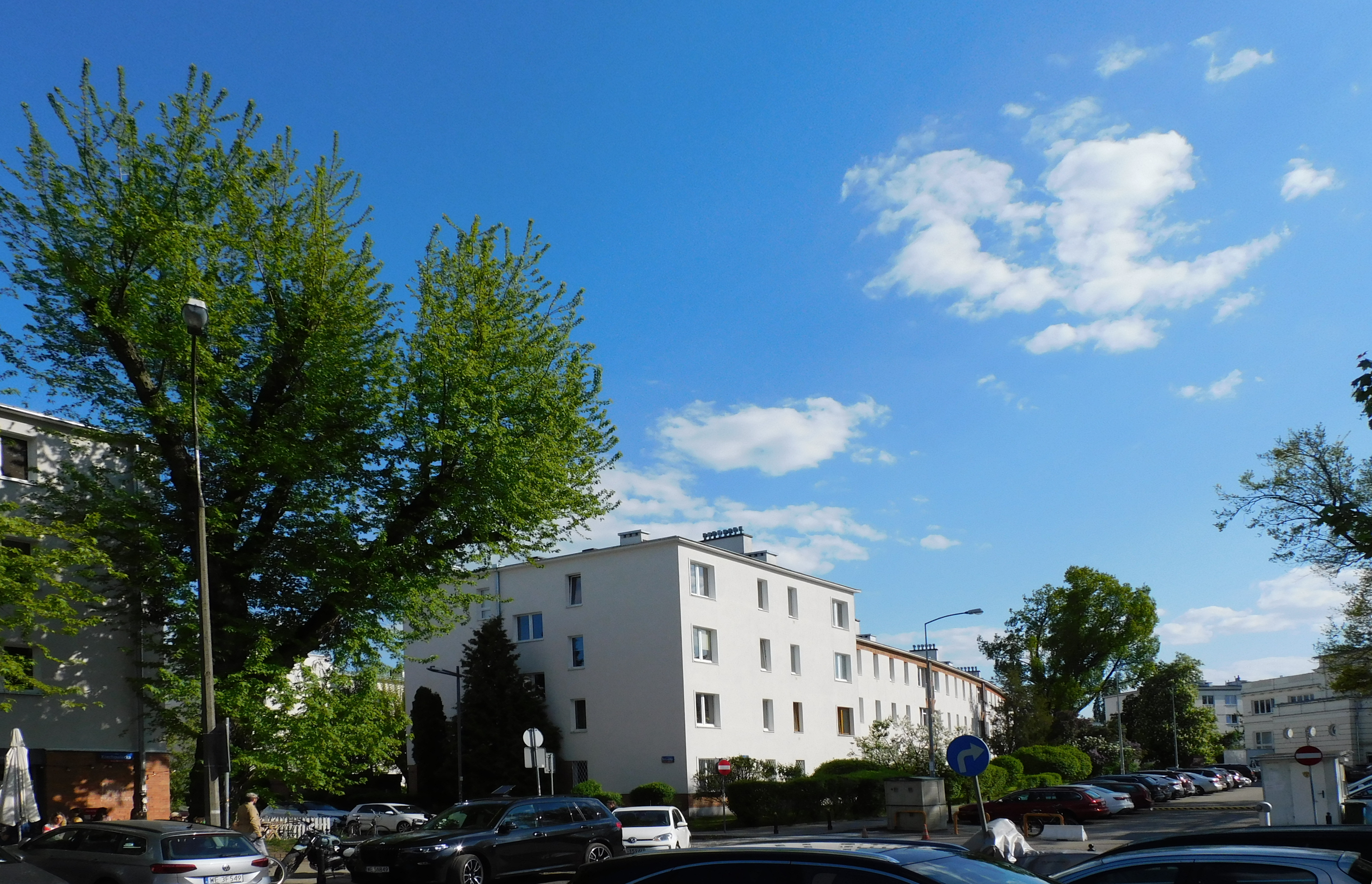
Blok A Kolonii IX WSM na Żoliborzu w Warszawie

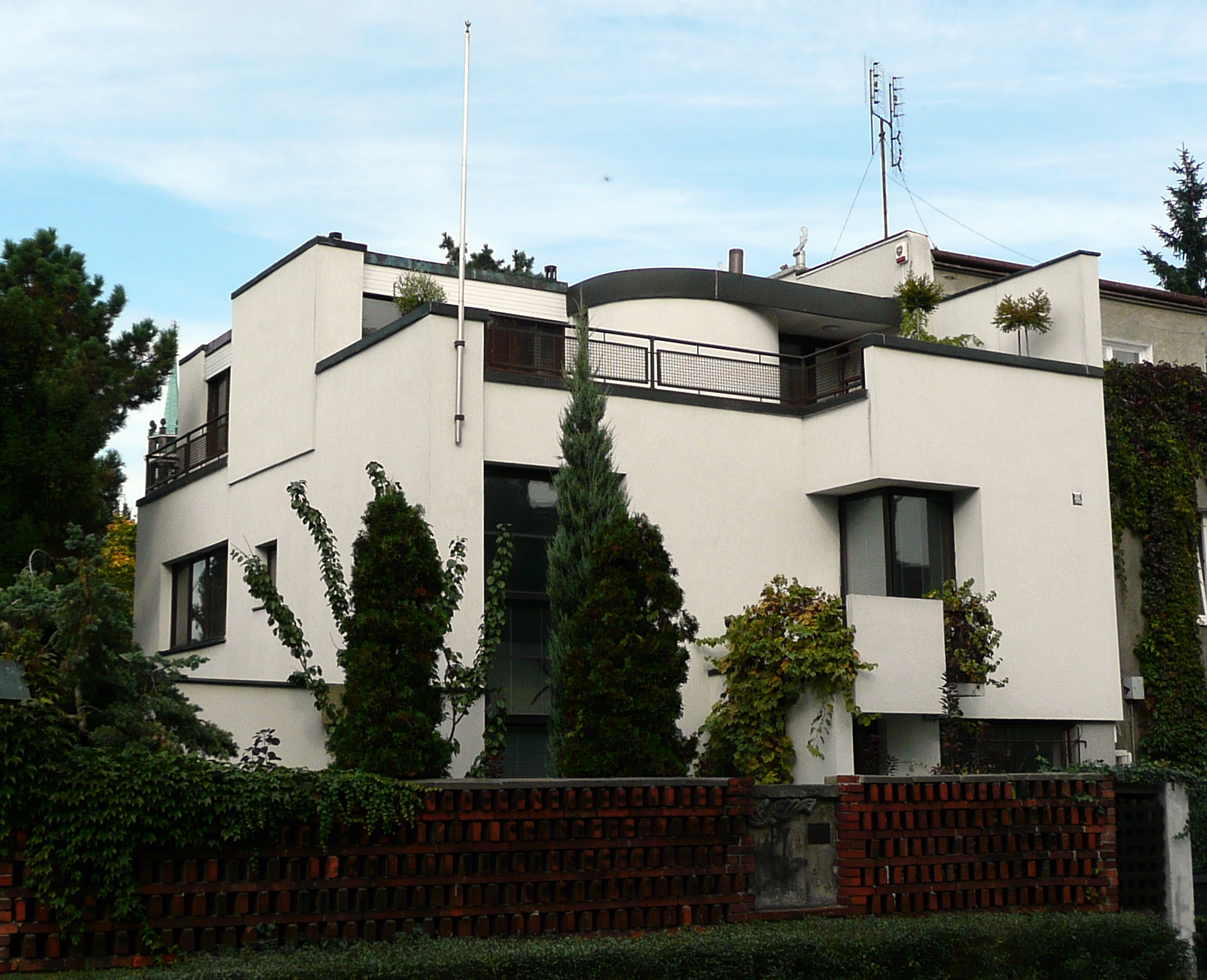
Dom własny Barbara i Stanisław Brukalskich przy ul. Niegolewskiego 8 w Warszawie

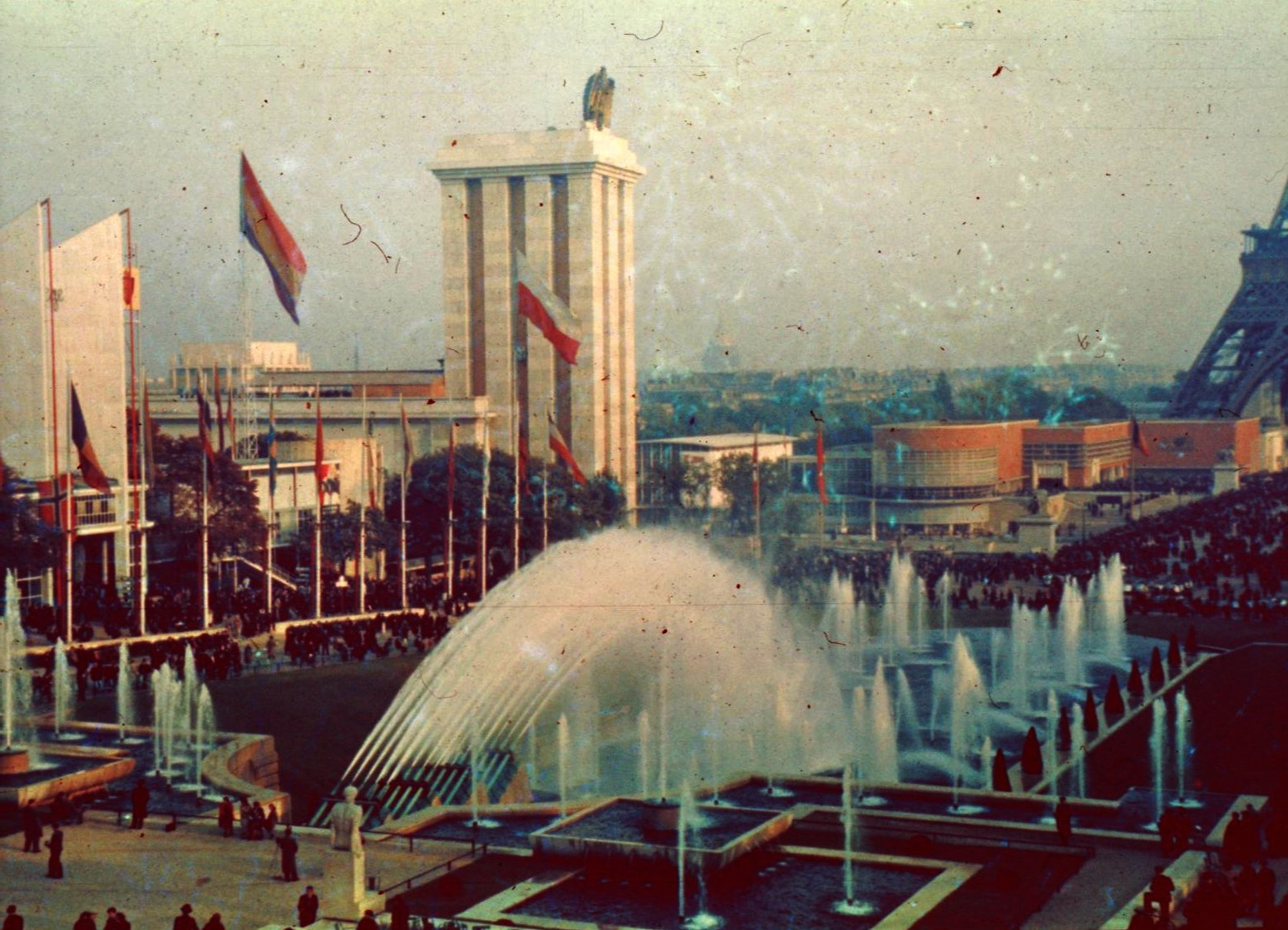
Pawilon polski na Wystawie Światowej na placu Warszawskim w Paryżu w 1937

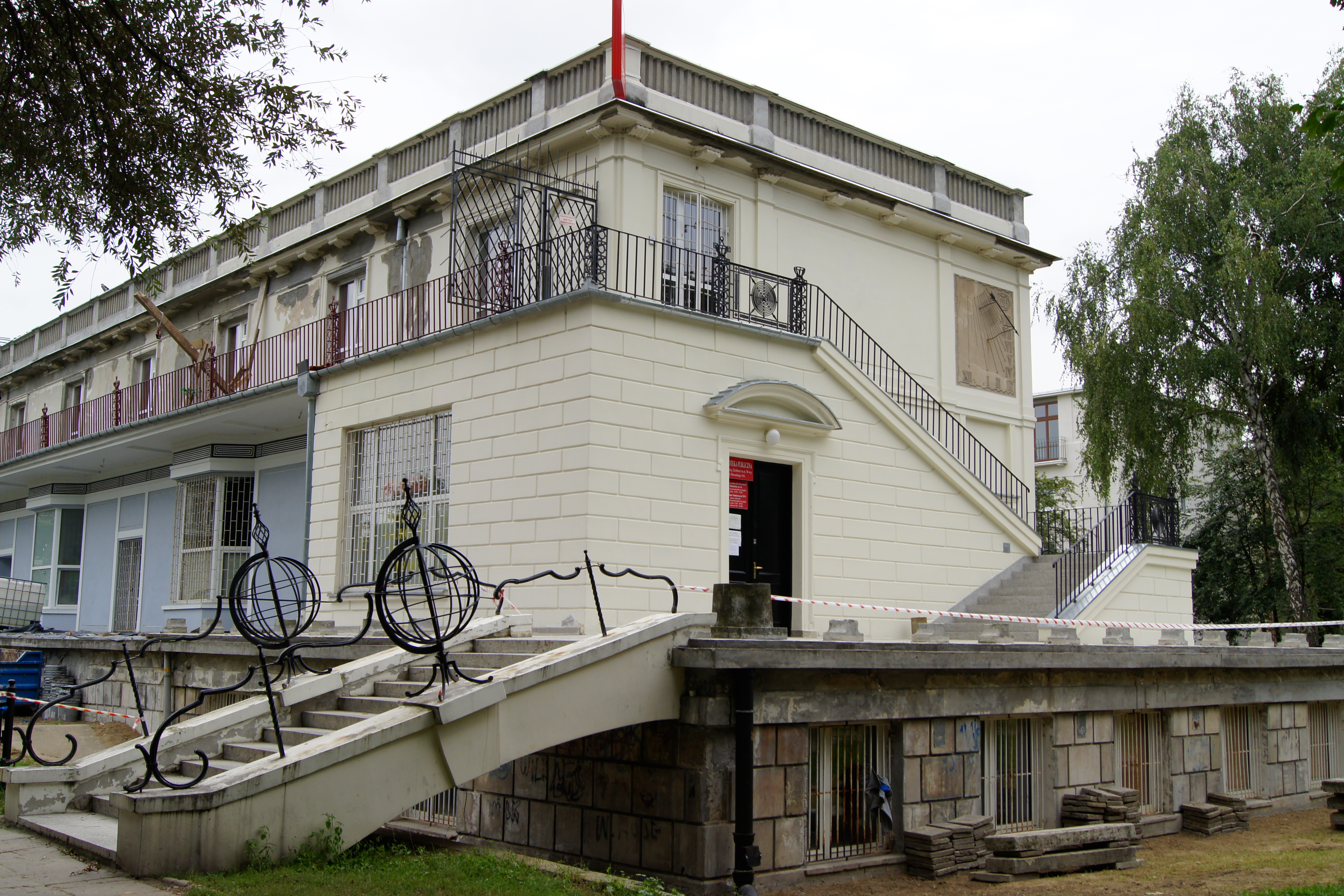
Dom Społeczny WSM

Stanisław Tadeusz Brukalski (ur. 8 maja 1894 w Warszawie, zm. 21 stycznia 1967 tamże) – polski architekt, przedstawiciel funkcjonalizmu, profesor Politechniki Warszawskiej, członek grupy Praesens.

## Życiorys
Syn Stanisława i Adeli z Mareniczów. Studiował na Politechnice w Mediolanie i na Politechnice Warszawskiej. Od 1926 członek grupy Praesens. Współtwórca i pierwszy prezes SARP.
W latach 1916–1922 służył w 2 Pułku Ułanów Legionów Polskich, a następnie 2 Pułku Szwoleżerów Rokitniańskich. W 1934 jako oficer rezerwy pozostawał w ewidencji Powiatowej Komendy Uzupełnień Warszawa Miasto III, miał wówczas przydział w rezerwie do 22 Pułku Ułanów Podkarpackich w Brodach. Na stopień rotmistrza został mianowany ze starszeństwem z 19 marca 1939 i 13. lokatą w korpusie oficerów rezerwy kawalerii. Obrońca Warszawy 1939, następnie jeniec niemieckiego oflagu II C w Woldenbergu. Od 1949 profesor Politechniki Warszawskiej.
Do 1939 projektował wspólnie z żoną Barbarą tanie, funkcjonalne budynki o prostych bryłach i subtelnych elementach plastycznych, zintegrowane z otaczającą je przestrzenią, m.in. dom własny w Warszawie (1927–1928), kolonie Osiedla WSM na warszawskim Żoliborzu (1927−1939). Wraz z Bohdanem Lachertem, Bohdanem Pniewskim i Józefem Szanajcą współprojektował pawilon polski na Wystawę Światową w Paryżu (1937). Pracował też na rzecz przemysłu stoczniowego (wnętrza statku „MS Batory”, członek zespołu).
Po II wojnie światowej m.in. współprojektant odbudowy warszawskiego Nowego Miasta. Był jednym z twórców koncepcji budownictwa mieszkaniowego spółdzielczego. Uczestniczył w pracach projektowych dotyczących odbudowy wsi Piaseczno jako wsi doświadczalnej.
Pochowany wraz z żoną na cmentarzu zakładowym w Laskach.

## Życie prywatne
Mąż Barbary Brukalskiej.

## Ordery i odznaczenia
- Krzyż Walecznych – dwukrotnie[1]
- Medal Niepodległości – 4 lutego 1932, „za pracę w dziele odzyskania niepodległości”[5]

## Wybrane prace
- kolonie IV, VII, IX Osiedla WSM na Żoliborzu (z żoną Barbarą, 1927−1939)
- dom na ul. Niegolewskiego 8 (z żoną Barbarą, 1927−1928)
- gmach Sztabu Głównego Wojska Polskiego przy ul. Rakowieckiej 4a (1938−1938)[6]
- kolonie WSM XI, XII, XIII  (1945−1949)
- zabudowa ul. Andersa (1953)
- Dom Społeczny WSM  (obecnie Społeczny Dom Kultury z teatrem Komedia) (1947−1956)
- projekt odbudowy pałacu Czapskich i jego adaptacji na potrzeby Akademii Sztuk Pięknych (1945−1960)

## Upamiętnienie
W 2011 roku Stowarzyszenie Żoliborzan ufundowało Nagrodę im. Barbary i Stanisława Brukalskich dla najlepszej inwestycji budowlanej Żoliborza.